# Vladislav Malát
Vladislav Malát (* 29. května 1934, Dymokury) je český politik, fyzik a překladatel, bývalý senátor za obvod č. 42 – Kolín a člen ODS.

## Vzdělání, profese a rodina
Vystudoval Matematicko-fyzikální fakultu Univerzity Karlovy v Praze. Po odchodu z horní komory parlamentu se věnuje překladatelské činnosti. Je ženatý, má dvě děti.

## Politická kariéra
Ve volbách 1996 se stal členem horní komory českého parlamentu, když v obou kolech porazil sociálního demokrata Karla Víznera. V senátu se angažoval ve Mandátovém a imunitním výboru a zastával funkci místopředsedy Výboru pro evropskou integraci. Ve volbách 2002 svůj mandát obhajoval, avšak v obou kolech jej porazil nestraník kandidující za sociální demokracii Jan Rakušan.
Do roku 1998 působil jako starosta Poděbrad, kde až do roku 2006 zasedal v zastupitelstvu.